# آرثر إليوت
آرثر إليوت (بالإنجليزية: Arthur Elliott)‏ (1 يناير 1870 بنوتنغهام في المملكة المتحدة - ) هو لاعب كرة قدم بريطاني (وحمل سابقاً جنسية المملكة المتحدة لبريطانيا العظمى وأيرلندا) في مركز الهجوم. لعب مع توتنهام هوتسبير ونادي أرسنال ونادي غاينسبورو ترينيتي وأكرينغتون وNotts Rangers F.C. ‏.